# Milà-Sanremo 1991
La Milà-Sanremo 1991 fou la 82a edició de la Milà-Sanremo. La cursa es disputà el 23 de març de 1991 i va ser guanyada per l'italià Claudio Chiappucci, que s'imposà en solitari a la meta de Sanremo.
215 ciclistes hi van prendre part, acabant la cursa 143 d'ells.

## Classificació final
|    | Ciclista                 | Equip                 | Temps      |
| -- | ------------------------ | --------------------- | ---------- |
| 1  | Claudio Chiappucci       | Carrera Jeans         | 6h 56' 36" |
| 2  | Rolf Sørensen            | Ariostea              | + 45"      |
| 3  | Eric Vanderaerden        | Buckler-Colnago-Decca | + 57"      |
| 4  | Djamolidine Abdoujaparov | Carrera Jeans         | m. t.      |
| 5  | Eddy Planckaert          | Panasonic-Sportlife   | m. t.      |
| 6  | Gérard Rué               | Helvetia-Commodore    | m. t.      |
| 7  | Phil Anderson            | Motorola              | m. t.      |
| 8  | Uwe Raab                 | Pdm-Ultima-Concorde   | m. t.      |
| 9  | Johnny Weltz             | ONCE                  | m. t.      |
| 10 | Andreas Kappes           | Histor-Sigma          | m. t.      |